# クロード・トマ・アレクシス・ジョルダン

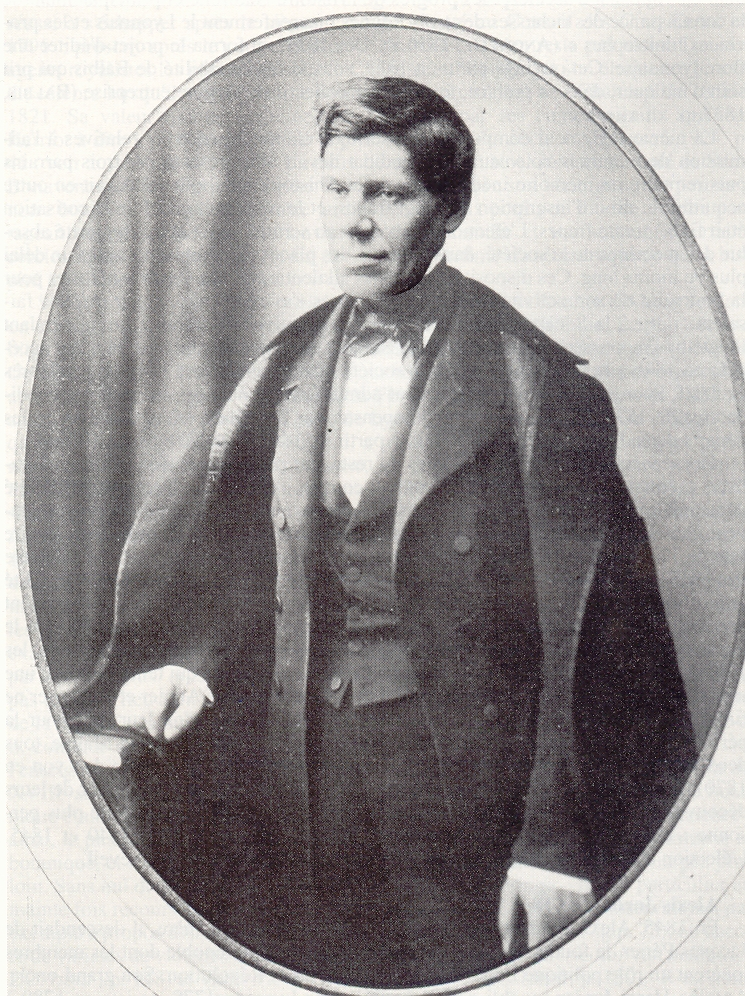
Alexis Jordan (1814-1897)

クロード・トマ・アレクシス・ジョルダン（フランス語: Claude Thomas Alexis Jordan、1814年10月29日 - 1897年2月7日） は、フランスの植物学者、分類学者である。それまで、一つの種として分類されていた植物の中の形態上の違いを調べ、それぞれが独立の種として分類されるべきであると主張した。

## 略歴
リヨンの裕福な家に生まれた。父親のような実業の道を選ばず、科学に進んだ。リヨン・リンネ協会の会員となり、ティメロワ（Marc Antoine Timeroy）らの博物学者から影響を受けた。1836年から1877年にわたって、フランス全国を旅し、中央高地、アルプス、ピレネーなどやリヨン近郊で植物を集め、リヨンに広大な植物園を作り、後にリヨンの園芸雑誌の編集長となる園芸家、ジョゼフ・ヴィクトール・ヴィヴィアン＝モレルの協力を得て数千の植物を栽培した。生涯を通じ200人ほどの植物学者の標本集（exsiccata）を集め、膨大な標本館を作り上げた。
植物の種の中の、微小な形態の違いから、それぞれが独立の種として分類されるべきであると主張した分類学者である。細かく種を分けすぎる傾向は批判され、彼が命名した1685種の植物は、オランダの植物学者、ロッツィ（Johannes Paulus Lotsy）によって「ジョルダン種」（"Jordanianas"、Georges Coutagneは"Jordanias"と呼んだ。）と批判的に呼ばれることになった。1874年にプランション（Jules Émile Planchon）は「植物種の細分化と"Jordanism"」（"Le morcellement de l'espèce en botanique et le Jordanisme"）という記事で批評した。

## 著作
- Observations sur plusiers Plantes nouvelles, rares ou critiques de la France, 1846. (Considered to be Jordan's magnum opus).
- "Pugillus plantarum novarum præsertim gallicarum", 1852.
- De l'origine des diverses variétés ou espèces d'arbres fruitiers, 1853.
- Diagnoses d'espèces nouvelles ou méconnues, 1864.
- "Icones ad floram Europae novo fundamento instaurandam spectantes", Paris : F. Savy (with Jules Pierre Fourreau) 1866-1868.[5]
- Catalogue de la bibliothèque botanique du feu Alexis Jordan (Lyon 1814-97) dont la vente aura lieu à Paris les 4. - 9. mai 1903, (1903).[6]